# Друди, Дарио Эрнан
Дарио Эрнан Друди (исп. Dario Hernan Drudi; 23 апреля 1987, Буэнос-Айрес, Аргентина) — аргентинский футбольный тренер.

## Карьера
С 15 лет проживал в Испании. С 16 лет занимался в структуре клуба Терсеры «Гандиа», но позже решил сосредоточиться на тренерской карьере. Начал свою карьеру в спортивной школе «Вильярреала» в качестве помощника тренера. С 2011 года до июня 2016 года был ассистентом главного тренера команды Марселино Гарсия Тораля.
После этого, в июле 2016 года подписал контракт с клубом украинской Премьер-лиги «Звезда» (Кропивницкий) и до августа работал в качестве тренера молодёжной команды. 18 августа назначен и. о. главного тренера команды, однако уже 15 ноября Друди был уволен. Под его руководством команда провела 10 матчей в чемпионате (6 из них проиграла) и 1 матч в кубке.
В феврале 2017 года вошёл в тренерский штаб «Монако». Летом того же года стал исполнительным директором львовских «Карпат», в ноябре 2017 года, после увольнения Сергея Зайцева, назначен тренером львовян. В сентябре 2018 года покинул «Карпаты» и перешёл в чилийский клуб «Унион Сан-Фелипе».